# Сич
Сич (Athene) — рід птахів родини Совові (Strigidae).
До роду сич відносяться сови середнього розміру, з загальною довжиною близько 20-23 см, без пір'євих «вушок», компактної статури, із заокругленими помірно видовженими крилами та коротким хвостом. Лицевий диск повний, різко окреслений. Оперення ніг варіює — у південних форм пальці вкриті щетинками, у північних оперені до кігтів.
Птахи цього роду поширені тільки у східній півкулі.
Сичі населяють головним чином відкриті, часто культурні ландшафти; не уникають пустель. Винятком є вид Athene blewitti, який мешкає у густих лісах Індії.

## Систематика
Рід Сич включає 9 сучасних видів та низку вимерлих:
- Сич хатній (Athene noctua) — поширений в північній півкулі, звичайний гніздовий у фауні України;
- Сич брамінський (Athene brama) — поширений у тропічній Азії;
- Сич американський (Athene cunicularia) — інколи відносять до роду Speotyto, поширений у Північній та Південній Америці:
  - Athene cunicularia amaura — вимерлий підвид (бл. 1905);
  - Athene cunicularia guadeloupensis — вимерлий підвид (бл. 1890);
- Сич мадагаскарський (Athene superciliaris) — ендемік Мадагаскару;
- Сич лісовий (Athene blewitti) — інколи відносять до роду Heteroglaux, ендемік лісів Індії;
- Сова-голконіг меланезійська (Athene jacquinoti) — ендемік Соломонових островів;
- Сич гвадалканальський (Athene granti) — ендемік Соломонових островів;
- Сич малаїтанський (Athene malaitae) — ендемік Соломонових островів;
- Сич макіранський (Athene roseoaxillaris) — ендемік Соломонових островів.

Вимерлі види:
- Athene megalopeza (пліоцен, США) — інколи відносять до роду Speotyto
- Athene veta (ранній плейстоцен, Польща)
- Athene angelis середній — пізній плейстоцен, Корсика)
- Athene trinacriae (плейстоцен)
- Athene cf. cunicularia (плейстоцен, Вест-Індія) — інколи відносять до роду Speotyto
- Athene cf. cunicularia (плейстоцен, Вест-Індія) — інколи відносять до роду Speotyto
- Athene cf. cunicularia (плейстоцен, Ямайка, Вест-Індія) — інколи відносять до роду Speotyto
- Athene cf. cunicularia (плейстоцен, Вест-Індія) — інколи відносять до роду Speotyto
- Athene cf. cunicularia (плейстоцен, Пуерто-Рико, Вест-Індія) — інколи відносять до роду Speotyto
- Athene cretensis (доісторичний час, Крит, Середземномор'я)